# شعله‌افکن ۳۵
Flammenwerfer 35، یا FmW 35 نوعی شعله‌افکن برای مصارف نظامی با بردی در حدود ۲۵ متر بود.
وزن آن ۳۵٫۸ کیلوگرم (۷۹ پوند)، و ۱۱٫۸ لیتر (۲٫۶ گالون بریتانیایی؛ ۳٫۱ گالون آمریکایی) ماده آتش زای آن بنزین مخلوط شده با رشته‌های فلزی ریز برای سنگین تر شدن و عملکرد بهتر آن بود. برای جلوگیری از خفه شدن آتش از یک مشعل هیدروژنی که حدود ۱۰ ثانیه روشن می‌ماند، استفاده می‌شد. شعله افکن مدل ۳۵ تا سال ۱۹۴۱ تولید شد و بعد از آن با مدلی سبک‌تر، با عنوان مدل Flammenwerfer 41 جایگزینی شد.